# Cantón de Le Havre-7
El cantón de Le Havre-7 era una división administrativa francesa, que estaba situada en el departamento de Sena Marítimo y la región de Alta Normandía.

## Composición
El cantón estaba formado por una fracción de la comuna que le daba su nombre:
- El Havre (fracción)

## Supresión del cantón de Le Havre-7
En aplicación del Decreto nº 2014-266 de 27 de febrero de 2014, el cantón de Le Havre-7 fue suprimido el 22 de marzo de 2015 y la fracción de la comuna que le daba su nombre se unió con las demás fracciones para que, por medio de una reestructuración cantonal, fueran creados los nuevos cantones de Le Havre-1, Le Havre-2, Le Havre-3, Le Havre-4, Le Havre-5 y Le Havre-6.